# Hans Christoph von Jeetze
Hans Christoph von Jeetze (* 12. Juni 1694 in Flessau; † 28. April 1754 in Neustadt-Eberswalde) war preußischer Generalmajor und Chef des Garnisonsregiments Nr. 7.

## Leben

### Herkunft
Seine Eltern waren der kurbrandenburger Kornet Adam Friedrich von Jeetze († 2. März 1717) und Hedwig Elisabeth von Eichstedt († 10. März 1739) aus dem Hause Eichstedt. Der Generalleutnant Adam Friedrich von Jeetze war sein Bruder.

### Militärkarriere
Jeetze ging 1711 in preußische Dienste und kam zum Infanterieregiment „Kronprinz“ Nr. 6. 1713 wurde er zum Infanterieregiment „Kameke“ Nr. 23 versetzt und dort am 18. Februar 1718 Fähnrich. Er war Teilnehmer des Pommernfeldzuges 1715/16 und bei der Erstürmung der Peenemünder Schanze sowie der Belagerung von Stralsund dabei.
Am 30. Oktober 1718 wurde Jeetze Sekondeleutnant und am 10. Juli 1723 Premierleutnant, 1730 Stabskapitän und am 28. März 1734 Kapitän. Danach war er erfolgreich als Werber bis 1740 in Ungarn unterwegs. Am 1. Oktober 1740 wurde er vom neuen König Friedrich II. zum Major ernannt. Im Ersten Schlesischen Krieg kämpfte er in der Schlacht bei Mollwitz und zeichnete sich im Gefecht bei Beraum aus. Während des Zweiten Schlesischen Krieges kämpfte er in Hohenfriedberg und bei Soor. In letzterer fielen viele Angehörige seines Regiments, so auch der Chef. Er selber bekam einen Schuss in der Kopf, einen Prellschuss an den Hals und dazu wurde bei einem Schuss sein halbes Gesicht verbrannt.
Er konnte zwar wieder genesen, aber die Kugel im Kopf verursachte immer wieder Schmerzen und er war nicht mehr feldtauglich. Am 19. März 1746 wurde er Oberst und erhielt das Garnisonsregiments Nr. 7. Kurz vor seinem Tod erbat er seinen Abschied, der ihm am 14. April 1754 als Generalmajor gewährt wurde. Er starb am 28. April 1754 in Neustadt-Eberswalde und ist auch dort begraben.

### Familie
Er war seit dem 10. August 1746 mit Sophia Fridericke von Hessig (* 1724; † 1794) verheiratet. Sie war die Tochter des Geheimrats Johann Heinrich von Hessig und dessen Frau Maria Dorothea von Lüderitz. Die Ehe blieb ohne Kinder.